# Hüfingen
Hüfingen là một xã ở huyện Schwarzwald-Baar, trong bang Baden-Württemberg, nước Đức. Đô thị này có diện tích 58,53 km2. Đô thị này nằm bên sông Breg, 4 km về phía nam nguồn sông Danube.
Hüfingen đã từng là nơi đánh dấu ranh giới của đế chế La Mã. Quân lê dương đã xây một con đường đến Hüfingen từ nơi mà ngày nay là Schleitheim, ở thượng lưu sông Rhine ở Thụy Sĩ và nối hai con sông, xác định một ranh giới liên tục.